# Doba Legendi
Doba Legendi je ime koje je dato idiličnom vremenskom periodu iz serija knjiga Roberta Džordana, Točka Vremena. Ovaj period se završio pre 3000 godina, tako da se u sadašnjem dobu, Trećem Dobu, malo zna o ovom periodu koji je prethodio Vremenu Ludila i Slamanju. Društvo je za vreme Doba Legendi, bilo toliko napredno da se o tome danas može samo sanjati. Tada su usmerivači bili mnogo uobičajeniji nego danas, a Aes Sedai, obučeni usmerivači, bili su u mogućnosti da prave angreale, sa'angreale i ter'angreale. Jedna od najmoćnijih institucija u svetu bila je Dvorani Sluga, kojoj su svi usmerivači bili odgovorni. Najmoćniji Aes Sedai u Dvorani sluga bio je Luis Terin Telamon, koga su njegovi sledbenici zvali Zmaj.
U sadađnje vreme, na Doba Legendi se gleda kao na utopijsko društvo: bez ratova i zločina, savršeno etičko, okrenuto prirodi, posvećeno kulturi i učenju. Aes Sedai su često bili posvećeni akademskim istraživanjima, od kojih se jedno završilo propašću. Propast tog istraživanja je dovela do slabljenja zatvora Mračnog. Efekti tog slabljenja nisu bili odmah vidljivi, ali tokom sledećih sto godina, Mračni je polako pojačao svoj uticaj među ljudima, povećavajući stopu zločina i privolevši mnoge da postanu njegovi sledbenici. Ovaj događaj je ostao poznat pod imenom "Kolaps". Kada su ljudi shvatili šta je uzrok ovom raspadu društva, mnogi su bili protiv Mračnog, dok su neki stali na njegovu stranu. Kada je prošao određen vremenski period, njegovi sledbenici su želeli da ga učine potpuno slobodnim, i svet je uvučen u Rat Senke, poznatiji kao Rat Moći.
Ime ovog perioda ukazuje na to da ne postoje pouzdane informacije iz ovog doba. Počevši od toga, da ne postoji nijedan zapis o vremenu pre Slamanja, sve znanje o ovom dobu je zasnovano na dokumentima koje su pisale generacije posle Slamanja. Brojna usmena predanja prenošena su s kolena na kolenom, ali i uz najbolju volju, njihova tačnost deluje sumnjivo, i moraju se smatrati legendama. Neki Aijeli tvrde da poseduju najtačnije informacije o ovom dobu. Prolazak kroz ter'angreal u Ruideanu, omogućava Aijelima da zavire u živote njihovih predaka koji su živeli tokom Doba Legendi.

## Literatura
- Robert Jordan's The Wheel of Time series Архивирано на веб-сајту  (5. март 2013)
- [мртва веза]